# Museum voor toegepaste kunst (Praag)
Het Museum voor toegepaste kunst (Praag) (Uměleckoprůmyslové museum v Praze (UPM)) is een in de wijk Josefov gelegen museum voor toegepaste kunst en design in de Tsjechische hoofdstad Praag.

## Geschiedenis
Het museum werd in 1885 gesticht en was tot 1900 gevestigd in het Rudolfinum. In 1900 werd de tussen 1897 en 1899 gebouwde nieuwe huisvesting in de neo-renaissancestijl naar een ontwerp van de architect Josef Schulz geopend. De van 1959 tot 1969 bestaande fusie met de Nationale Galerie (Praag) werd in 1970 opgeheven. Tussen 1970 en 1985 was het museum gesloten voor een jarenlange renovatie. Het museum werd in 1985 heropend en toont Europese en Boheemse toegepaste kunst en kunstnijverheid van de renaissance tot hedendaagse kunst, maar dankt haar bekendheid vooral aan de glascollectie, die in 1932 werd nagelaten door Gustav Pazaurek.

## Collectie
De museumcollectie bestaat uit vier afdelingen:
- glaskunst, keramiek en porselein
- grafische kunst en fotografie
- meubilair
- textiele kunst, mode en speelgoed

## Overige vestigingen
- Josef Sudek-galerie in Praag: collectie fotografie
- Kasteel Klášterec nad Ohří: collectie porselein
- Muzeum textilu v Česká Skalice: collectie textiele kunst
- Kasteel Kamenice nad Lipou: collectie meubilair
- Huis van de Zwarte Madonna (Dům U Černé Matky Boží) in Praag: collectie Tsjechisch kubisme

## Fotogalerij

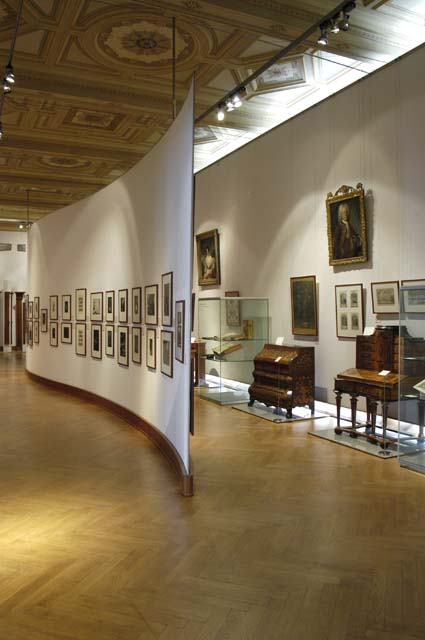
Afdeling grafische kunst en fotografie
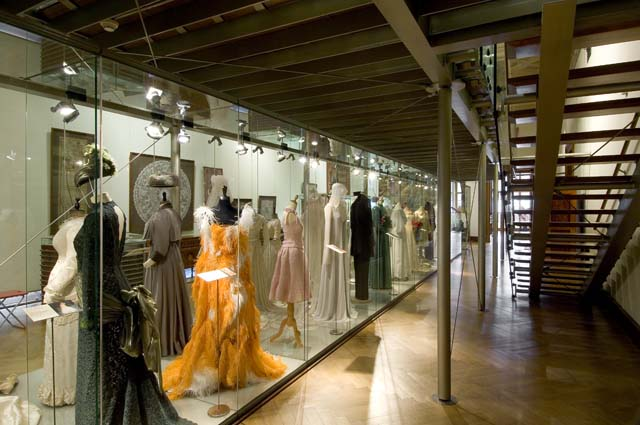
Afdeling textiele kunst en mode
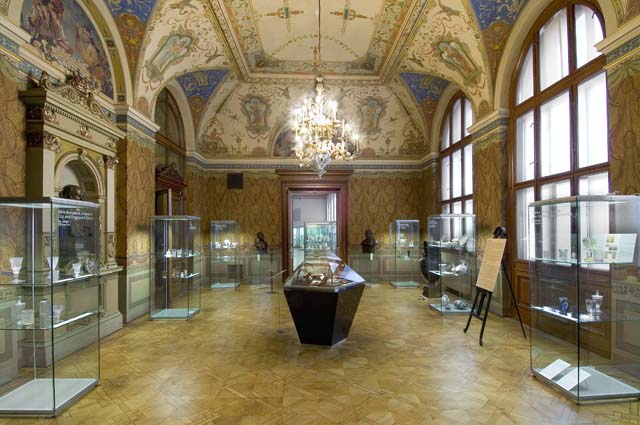
Expositieruimte
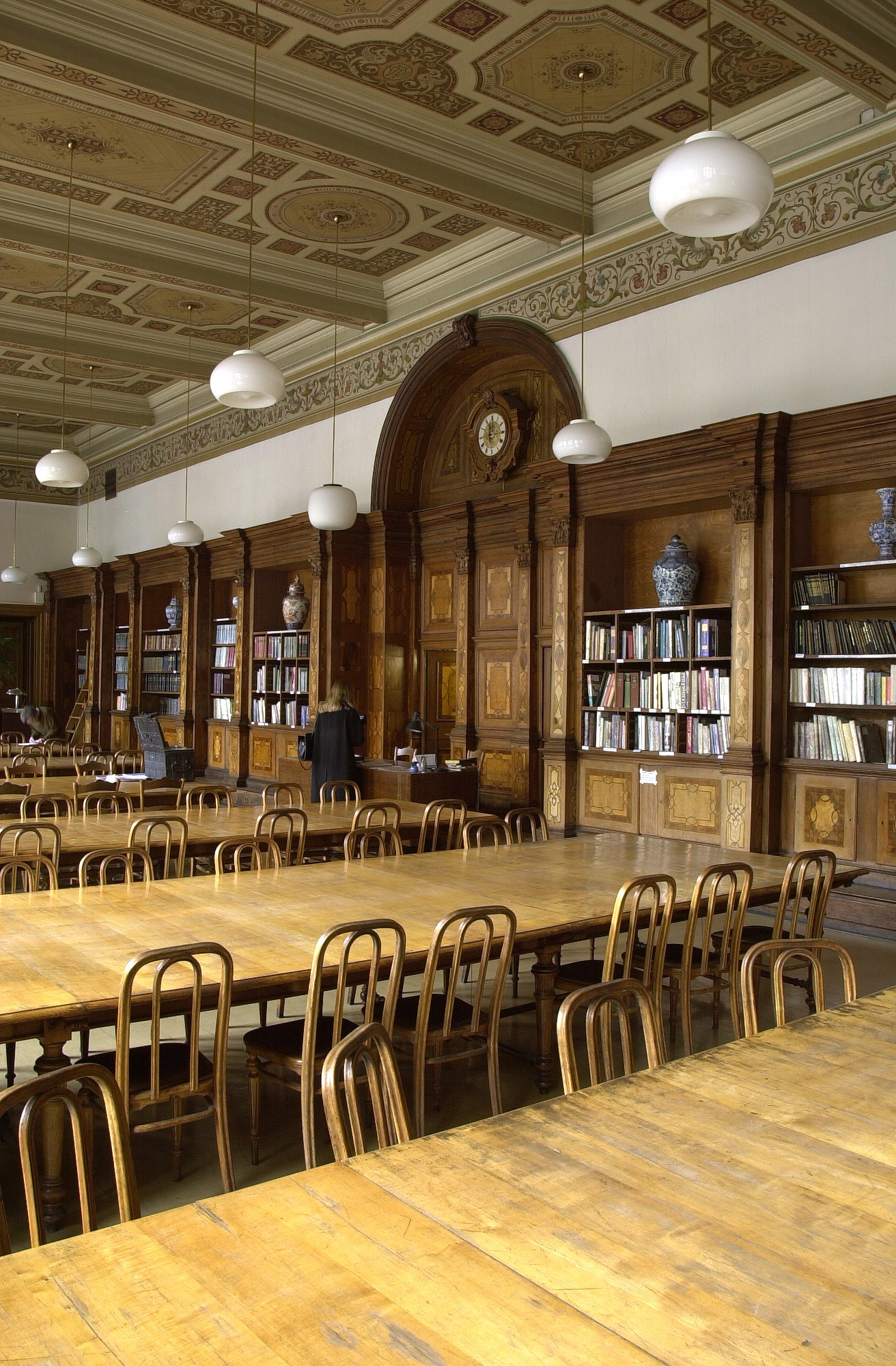
Bibliotheek